# Maratón de Puerto Argentino/Stanley
La maratón de Puerto Argentino/Stanley (en inglés: Stanley Marathon) es una carrera de maratón en Puerto Argentino/Stanley en las Islas Malvinas. Es el maratón más austral del mundo certificado por la Asociación de Maratones Internacionales y Carreras de Distancia. Se realiza anualmente desde 2005, y está acreditado internacionalmente desde 2006, se considera difícil debido al tiempo variable y los vientos dominantes fuertes característicos del clima malvinense.
En el maratón participan unos 50 corredores locales e internacionales y el recorrido abarca el centro de la ciudad e incluye el aeropuerto, ubicado al noreste. Han participado atletas de Argentina, incluidos excombatientes de la guerra de las Malvinas.
La edición de 2015 fue auspiciada por Standard Chartered Bank, que cuenta con una sucursal en la localidad donde se ubicó la largada y la meta.